# Moviment Identitari Català
El Moviment Identitari Català (MIC) és una organització independentista catalana d'ultradreta fundada el 2015. Realitza actes de commemoració a personatges com Daniel Cardona, Jaume I o Rafael Casanova. A vegades la seva presència en actes comuns de l'independentisme ha provocat el rebuig de l'independentisme antifeixista amb moments de tensió o incidents, com per exemple durant l'homenatge a Rafael Casanova l'11 de setembre de 2018.